# ديفيد بازوكي
ديفيد بازوكي (من مواليد 20 يناير 1963)، والمعروف أيضًا باسم المُنشئ أو رجل البناء لدى حسابه في روبلوكس، وهو رجل أعمال ومُهندس ومُبتكر أمريكي كَنديّ المولِد. أُشتهِر بأنهُ المؤسس المُشارك والرئيس التنفيذي لشركة روبلوكس. شارك سابقًا في تأسيس شركة ثورة المعرفة وشغِلَ منصب الرئيس التنفيذي لها، وهي التي استحوذت عليها شركة برمجيات MSC في ديسمبر 1998.

## النشأة والتعليم
وُلِد بازوكي في 20 يناير 1963 في كندا. والتحق بمدرسة إيدن برَيَري الثانوية في إيدن برَيَري، مينيسوتا، حيث كان قائداً لفريق مٌسابقة التلفزيون في المدرسة الثانوية. ثم انتقل بعد ذلك إلى استضافة برنامجه الإذاعي الحواري الخاص في إذاعة KSCO راديو سانتا كروز من فبراير إلى يوليو 2003.  درس بازوكي الهندسة وعلوم الكمبيوتر في جامعة ستانفورد. تخرّج عام 1985 كباحث من جنرال موتورز في الهندسة الكهربائية.

## الحياة المهنية

### ثورة المعرفة
في أواخر الثمانينيات، طور بازوكي مع شقيقه غريغ بازوكي مُحاكاة تُسمى «الفيزياء التفاعلية» (Interactive Physics)، والتي صُمِمت كمُكمل تعليمي يسمح بإنشاء تجارب فيزياء ثُنائية الأبعاد. في عام 1989، أسس بازوكي مع شقيقه شركة ثورة المعرفة، التي كانت تتمحور حول على توزيع الفيزياء التفاعُلية.  صدر في الأصل لأجهزة كمبيوتر الماكِنتوش، وواصلت الفيزياء التفاعلية للفوز بالعديد من الجوائز.  كمتابعة للفيزياء التفاعلية، أطلقت ثورة المعرفة برنامج العمل لبرنامج التصميم الميكانيكي في أوائل التسعينيات.

### برمجيات MSC والاستثمار
في ديسمبر 1998، استحوذت شركة برمجيات MSC ، وهي شركة برمجيات مُحاكاة مقرّها في نيوبورت بيتش ، كاليفورنيا، على شركة ثورة المعرفة مُقابل 20 مليون دولار.  تم تعيين بازوكي نائب الرئيس والمدير العام لشركة برمجيات MSC من عام 2000 إلى عام 2002، لكنه ترك العمل لتأسيس شركة بازوكي وشركاه (Baszucki & Associates)، وهي شركة استثمارية مُلّاك. قاد بازوكي الشركة من 2003 إلى 2004. عندما كان مُستثمرًا، قدم تمويلًا أوليًا لـ فريندستير، وهي خدمة شبكات اجتماعية.

### لعبة روبلوكس
في عام 2004، بدأ بازوكي جنبًا إلى جنب مع إريك كاسل - الذي عمل نائب رئيس بازوكي لهندسة الفيزياء التفاعلية - العمل على نموذج أولي مبكر لـ روبلوكس تحت عنوان العمل دينابلوكس. تم تغيير اسمها لاحقًا إلى روبلوكس، وهي عبارة عن مجموعة من «الروبوتات» و «الكتل»، في عام 2005. تم إطلاق الموقع رسميًا في عام 2006. في مُقابلة في يونيو 2016 مع فوربس، صرح بازوكي أن فكرة روبلوكس مستوحاة من نجاح تطبيقات برامجه الخاصة بالفيزياء التفاعلية ونموذج العمل، خاصة بين الطُلاب الصِغار.
في مُقابلة في ديسمبر 2016 مع فنشر بيت، قال بازوكي، «نعتقد أننا بدأنا نرى تأثير الشبكة. الاحتفاظ يزداد كُلما جاء المزيد من الناس للعب مع أصدقائهم ولديهم فُرصة أفضل للعثور على أصدقائهم». يعتقد بازوكي أن روبلوكس تستهل فئة جديدة من «التجربة البشرية المُشتركة» والتي ستُصبح أكبر من الألعاب. في مُقابلة في سبتمبر 2018 مع فوربس، قال بازوكي، «عندما بدأنا، تخيلنا فئة جديدة من الأشخاص يقومون بالأشياء معًا. فئة تشمل الأصدقاء، مثل الشبكات الاجتماعية؛ وفئة مغمورة بثُلاثية الأبعاد، مثل الألعاب؛ وفئة تتضمن محتوى رائعًا، مثل شركة وسائط؛ وأخيرًا فئة ذات إبداع غير محدود، مثل لُعبة البناء.»
يمتلك بازوكي ما يقرب من 13 ٪ من شركة روبلوكس، الشركة التي تمتلك لعبة روبلوكس، وهي حصة تُقدّر قيمتها بنحو 4.2 مليار دولار. وهو ينوي أن يستخدم أي عائدات صافية يكسبها من قائمة روبلوكس في بورصة نيويورك للأغراض الخيريّة. في كانون الأول (ديسمبر) 2021، زعم تحقيق أجرته صحيفة نيويورك تايمز أنه هو وأقاربه استخدموا إعفاء ضريبيًا مُخصصًا للمستثمرين في الأعمال الصغيرة من أجل تجنب عشرات الملايين من الدولارات من الضرائب على أرباح رأس المال بشكلاً قانوني.

### نشاطات أخرى
تحدث بازوكي في مؤتمر Disrupt - سان فرانسيسكو عام 2018. في عام 2020، قام بازوكي بتمويل دراسة حول تأثير هيدروكسي كلوروكوين على فيروس كورونا، والتي لم تُظهر أي دليل على منع أو علاج الفيروس.
في مارس 2021، بعد إدراج روبلوكس في بورصة نيويورك، أطلق بازوكي وزوجته مجموعة روبلوكس، وهي مُنظمة خيرية.  كان أحد مشاريع المُنظمة الأولى هو صندوق أبحاث بازوكي للدماغ، الذي شارك مع معهد ميلكين لإطلاق برنامج يوفر مليوني دولار في شكل منح بحثية لدعم البحث في خيارات علاج الاضطراب ثنائي القطب. في ديسمبر 2021، أطلقت جامعة كاليفورنيا، سان فرانسيسكو مُبادرة بازوسكي لعلاج سرطان الغُدد الليمفاوية، بتبرُعات بقيمة 6 ملايين دولار من بازوكي على مدى خمس سنوات، لزيادة فعالية وتوافر العلاج مُستقبلات المُستضد الخيمري بالخلايا التائية لمرضى سرطان الغدد الليمفاوية.

## الجوائز والتقدير

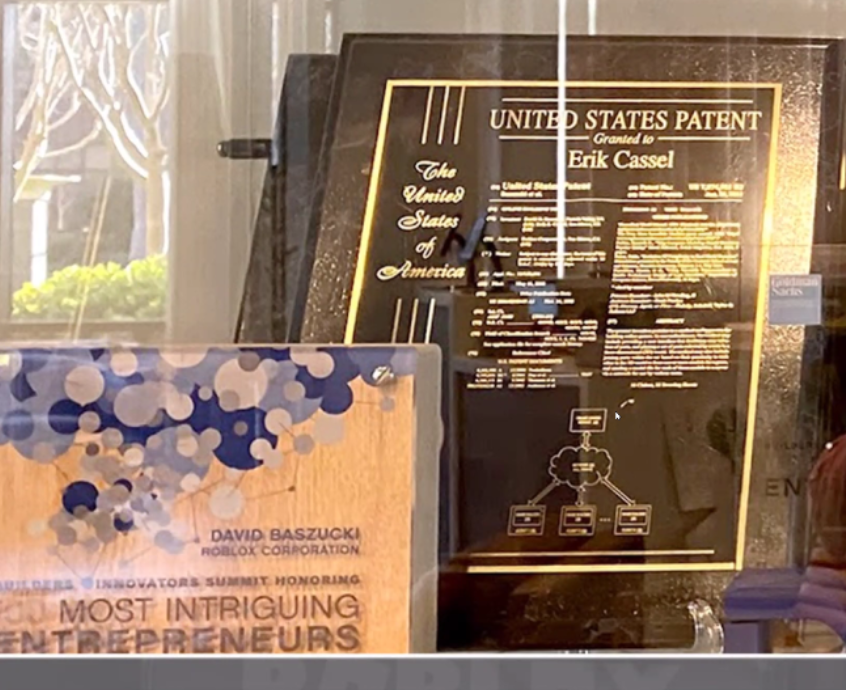
جائزة بازوكي "رواد الأعمال الأكثر إهتماماً" جنبًا إلى جنب مع براءة اختراع روبلوكس تحت اسم الشريك المؤسس إريك كاسيل

حصل بازوكي على الجوائز والأوسمة التالية:
- غولدمان ساكس 100 رائد أعمال الأكثر إهتماماً (2017، 2018).[7]
- مقارنة بأفضل الرؤساء التنفيذيين للتنوع (2018، 2019).[25] [26]
- قائمة بلومبيرغ بيزنس ويك لأفضل 50 شخصًا وأفكارًا حددت الأعمال التجارية العالمية في عام 2021.[27]

## الحياة الشخصية
يعيش بازوكي في منطقة خليج سان فرانسيسكو مع زوجته جان إليسون وأطفالهما الأربعة. في مدونة عام 2020 بعد مقتل جورج فلويد، أعرب بازوكي عن دعمه لحركة "حياة السود مُهمّة"، مُعربًا عن استيائه من الأعداد الكبيرة من عدم المساواة العرقية في الولايات المتحدة.